# 章贛
章赣（?—?），西汉官员。
章赣是汉武帝时期的御史。征和二年（前91年），汉武帝年事已高，怀疑周围的人用巫蛊诅咒于他。江充指使胡人巫师檀何言称：“宫中有蛊气，不将这蛊气除去，皇上的病就一直不会好。”汉武帝派御史章赣和按道侯韩说、黄门苏文等协助江充挖地找蛊。逼反了太子刘据。刘据将江充、韩说杀死，苏文逃走向汉武帝告发太子。章贛被砍伤了後逃跑，自己逃到甘泉宫。太子刘据后来被汉武帝杀死，汉武帝后悔之后，烧死了苏文，章贛不知所终。